# Giōrgos Karagkoutīs
Giōrgos Karagkoutīs (in greco Γιώργος Καράγκουτης?; Atene, 15 febbraio 1976) è un ex cestista greco.

## Carriera
Con la Grecia ha disputato i Campionati mondiali del 1998 e i Campionati europei del 1999.

## Palmarès
- Campionato greco: 1

Panathinaikos: 1999-2000
- Coppa dei Campioni: 1

Panathinaikos: 1999-2000